# Lily. Storia di una vendetta
Lily. Storia di una vendetta (Lily: A Tale of Revenge) è un romanzo della scrittrice britannica Rose Tremain pubblicato nel 2024.

## Trama
È una notte di novembre del 1850 quando la protagonista appena nata viene abbandonata in un sacco vicino ai cancelli di Victoria Park, un parco nell'Est End di Londra. Il pianto della piccola viene notato dai dei lupi che la scambiano per un loro cucciolo, e nell'afferrare il fagotto affondano i denti nel piede della neonata. Il sangue che ne esce fa ululare il branco richiamando l'attenzione di un agente di polizia nei paraggi. La bimba viene affidata dall'agente ad un orfanotrofio.
Alla bimba viene dato il nome di un fiore, Lily (giglio) e il cognome di una delle ricche benefattrici dei bimbi dell'orfanotrofio, Mortimer, e come avviene per consuetudine viene affidata ad una famiglia del Suffolk. La madre adottiva Nellie la accudisce amorevolmente, ma al compimento dei sei anni, la bimba, come prescritto dalla legge, viene riportata in orfanotrofio, il Foundling Hospital. Qui le punizioni, in particolare da parte dell'infermiera Maude, sono la ricetta quotidiana per soffocare l'indole "ribelle" di Lily e degli altri orfani.
Lily ha finalmente 17 anni è libera, ha un lavoro in una bottega di confezionamento di parrucche gestita da Belle Prettywood, vive in un piccolo appartamento e la domenica frequenta la chiesa dove un uomo più grande di lei la osserva e le fa battere il cuore. Rompendo gli indugi iniziale l'uomo le svela di essere Sam Trench l'agente che l'ha salvata appena nata che ormai è sposato e si occupa di crimini. Sembrerebbe che la sua vita possa essere serena, ma orribili ricordi la perseguitano e soprattutto un segreto inconfessabile la turba: è un'assassina e nessuno lo sa, ma il timore della condanna la assilla.

## Edizioni
- Rose Tremain, Lily. Storia di una vendetta, Einaudi, 2024,  p. 266, ISBN 978-88-06-25550-3.